# Лук'янюк Костянтин Костянтинович
Костянти́н Костянти́нович Лук'яню́к (26 листопада 1993 — 17 серпня 2014) — старший солдат Збройних сил України, учасник російсько-української війни.

## Життєвий шлях
Народився 1993 року в селі Карапчів (Глибоцький район, Чернівецька область). Батьки були військовиками, мама Ольга Іллівна служила на кордоні. Коли Костянтин навчався у 8-му класі глибоцької ЗОШ № 1, батьки розлучилися. Вітчим також був військовиком.
Служив за контрактом, старший солдат, старший навідник 24-ї окремої механізованої бригади. З весни-літа 2014-го брав участь у боях на сході України.
Загинув біля Лутугиного під час обстрілу — прикрив своїм тілом побратимів, аби вони залишилися живими. З п'яти вояків вижили двоє. Про загибель Костянтина згадує боєць «Айдару» Орест Каракевич у спогадах про бої за Хрящувате.
Без Костянтина лишились мама Ольга, старша на рік сестра Аліна, бабуся, вітчим.
Похований у селі Карапчів 24 серпня 2014 року.

## Нагороди та вшанування
За особисту мужність і героїзм, виявлені у захисті державного суверенітету та територіальної цілісності України, вірність військовій присязі під час російсько-української війни, відзначений — нагороджений
- орденом «За мужність» III ступеня (14.3.2015, посмертно)
- нагрудний знак «За оборону Луганського аеропорту» (посмертно)
- Вшановується 17 серпня на щоденному ранковому церемоніалі вшанування українських захисників, які загинули цього дня у різні роки внаслідок російської збройної агресії[4]
- Його портрет розміщений на меморіалі «Стіна пам'яті полеглих за Україну» у Києві: секція 2, ряд 9, місце 38
- 8 травня 2015 року в Глибокій на фасаді будівлі загальноосвітньої школи № 1 йому відкрито меморіальну дошку.